# ФК Локомотива
НК Локомотива (на хърватски: Nogometni klub Lokomotiva Zagreb е хърватски футболен отбор от столицата Загреб.
Състезава се в Първа хърватска футболна лига – Висшата хърватска лига.

## История
Клубът е основан през 1914 година и в през първите години на съществуването си е в сянката на грандовете: „Граджянски“, „ХАШК“ и „Конкордия“. Исторически най-успешни през този период се считат следвоенните години, когато в продължение на 8 сезона отборът (1947 – 1955) играе в Първа лига на Югославия. Най-доброто му класиране е – третото място (след „Хайдук“ и „Цървена звезда“) през 1952 година. През 1957-а „Локомотива“ отново напуска елитната дивизия и до разпадането на СФРЮ не играе повече в нея.
Във времето на формироването на независимия хърватски футбол футболистите на „Локомотива“ участват в първенствата на по-долните лиги, предимно в Трета. След пропадането им в Четвърта през 2006 година, отборът става фарм-клуб (резервен отбор) на „Динамо“ (Загреб). Подобно сътрудничество положително за доскорошния аутсайдер: сезон 2009/10 футболистите започват вече като участници в Първа лига. Отборът започва да играе мачовете си на арената на „Динамо“ – „Максимир“.
През сезон 2012/13, Локомотива печели и първите си медали в историята. Няколко кръга до края той печели предварително сребърните медали.

## Предишни имена
| Години      | Име                                         |
| ----------- | ------------------------------------------- |
| 1914 – 1919 | „ЖСК Виктория“ ŽŠK Victoria                 |
| 1919 – 1941 | „ШК Железничар“ ŠK Željezničar              |
| 1941 – 1945 | „ХЖШК“ HŽŠK                                 |
| 1945 – 1946 | „ФД Локомотива“ FD Lokomotiva               |
| 1946 – 1947 | „ФД Црвена Локомотива“ FD Crvena Lokomotiva |
| 1947 –      | „НК Локомотива“ NK Lokomotiva               |

## Успехи
Хърватия
- Първа хърватска футболна лига:
  -  Сребърен медалист (2): 2012/13, 2019/20
- Купа на Хърватия:
  -  Финалист (2): 2012/13, 2019/20

Югославия
- Първа Югославска футболна лига:
  -  Бронзов медалист (1): 1952
- Втора Югославска футболна лига:
  -  Шампион (1): 1955/56 (I Зона)

## Известни играчи
- Франьо Андрочец
- Ото Барич
- Ото Бобек
- Звонимир Цимерманчич
- Владимир Чонч
- Михаел Микич
- Алдо Дросина
- Мишо Етлингер